# テリパラチド
テリパラチド（Teriparatide）は遺伝子組み換えパラトルモンである。 効果的な骨同化（骨成長）剤であり骨粗鬆症の治療に用いられる。適応外使用で骨折の治癒促進に用いられる場合もある。商品名フォルテオ、テリボン。テリパラチドはヒトパラトルモン（PTH）のN末端から34個のアミノ酸を切り出したポリペプチドであり、間歇的投与により破骨細胞よりも骨芽細胞を活性化させ、その結果骨量を増加させる。

## 効能・効果
テリパラチドは、骨折のリスクを複数有し他の治療法に不忍容な閉経後女性に投与できる唯一の骨同化剤である。米国では2002年11月に承認された。日本では2010年7月に承認された。骨成長の効果を持ち、脊椎の骨密度を1年間で8%増加させ、脆弱性骨折の危険性を減少させた。日本での効能・効果は「骨折の危険性の高い骨粗鬆症」である。骨粗鬆症治療薬として概ね安全であるが、頭痛、嘔気、眩暈、四肢疼痛等が起こることがある。
椎体骨折歴のある閉経後女性を対象としたテリパラチド20µg/日、40µg/日、偽薬の3群比較無作為化臨床試験が実施された。投与開始約19ヶ月後、偽薬を投与された女性の14%で新たな椎体骨折が発生した一方、20µg/日群では5%、40µg/日群では4%であった。椎骨以外の骨折もテリパラチド投与群では統計学的に有意に低率であった。20µg/日群では脊椎および寛骨の骨塩密度が上昇した。
テリパラチドは男性の原発性骨粗鬆症および性腺機能不全性骨粗鬆症で骨折リスクの高い患者や他の治療法が無効または不忍容な男性患者にも使用される。
テリパラチドは糖質コルチコイド継続投与による骨粗鬆症についても男女とも使用される。
テリパラチドは骨肉腫による骨折リスク増加には使用すべきでない。骨ページェット病である場合や血中アルカリホスファターゼが上昇している場合、骨端が開いている場合、骨への放射線療法後も同様に使用すべきでない。

### その他の疾患への適用
テリパラチドは適応外使用として骨折治癒の促進や骨折後の偽関節の治療にも用いられる、偽関節治療に成功した症例が報告されている。一般にHIPAAにより、米国人の運動選手が骨折治療でこの治療法を受けても公表されないが、イタリア人サッカー選手フランチェスコ・トッティが脛骨・腓骨骨折後にこの治療を受け、2006 FIFAワールドカップに出場できた事は報道された。野球選手のマーク・マルダーが寛骨を骨折した際やアメリカンフットボール選手のテレル・オーウェンスが踝を骨折した際にもこの治療が実施された。

## 用法・用量
- テリボンは週1回の皮下注射[1][13][8][9]。脂肪組織の薄い部位に注射すると、血中パラトルモン濃度の急上昇を原因とする悪心や気分不良が出現しやすいので、なるべく脂肪組織の多い上腕背側や臀部、腹部に注射するように推奨されている。日本国内では2017年5月18日、投与期間の上限を当初の72週間から24ヵ月間に延長する承認事項一部変更承認を取得した。

- フォルテオは、連日皮下注射で、在宅自己注射となり、在宅自己注射指導管理料（C101）と注射針加算（C153）の算定対象となる。インスリンと同じ皮下注射キットで市販される。1回あたりの投与量が少ないのでテリボンのような副作用が比較的少ない反面、手技的な問題と費用的な問題が存在する。24か月間の投与制限がある。

## 副作用
重大な副作用には、ショック、アナフィラキシーがある（0.3%）。また理論的には骨肉腫のリスクがありラットでも観察されているが、ヒトでは確認されていない。ラットではヒトと異なり生涯にわたり骨成長が続く事が一因であると考えられる。腫瘍は投与開始後に成長した骨の端で見付かっている。販売開始後9年で骨肉腫の発生が2例報告された。このリスクはFDAにより「極めて稀」（10万人に1人）と判定された。60歳以上の場合はその確率はさらに低い（10万人に0.4人）とされる。

## 作用機序
テリパラチドはヒトパラトルモン（PTH）（84のアミノ酸から成る）の1〜34番アミノ酸を切り出したペプチドである。内因性のPTHは骨ならびに腎でのカルシウムおよびリン酸代謝を司っている。PTHは血中カルシウムを増加させるが、この際に骨吸収が増加するため、長期的にはPTHの増加は骨量を激減させる。しかし、間歇的なPTH投与は破骨細胞よりも造骨細胞を活性化させる。従って、テリパラチドの1日1回投与は実質的に骨形成を促進し、骨密度を増加させる。
テリパラチドは骨粗鬆症治療薬としてFDAに初めて承認された医薬品である。

## デノスマブとの併用療法
テリパラチドとデノスマブを併用すると、単剤の場合よりも、既承認の治療法よりも、骨塩密度（BMD）が増加する。従って併用療法は恐らく骨折リスクの高い患者に有用であると思われる。